# Дипевен, Сес Ян
Сес Ян Дипевен (нидерл. Cees Jan Diepeveen, 24 июля 1956, Амстердам, Нидерланды) — нидерландский хоккеист (хоккей на траве), защитник и полузащитник, тренер. Бронзовый призёр летних Олимпийских игр 1988 года, участник летних Олимпийских игр 1984 и 1992 годов.

## Биография
Сес Ян Дипевен родился 24 июля 1956 года в Амстердаме.
Играл в хоккей на траве за «Блумендал».
19 августа 1978 года дебютировал в сборной Нидерландов, сыграв в товарищеском матче с хоккеистами Англии (1:4).
В 1984 году вошёл в состав сборной Нидерландов по хоккею на траве на летних Олимпийских играх в Лос-Анджелесе, занявшей 6-е место. Играл в поле, провёл 7 матчей, забил 3 мяча (по одному в ворота сборных Канады, Кении и Индии).
В 1988 году вошёл в состав сборной Нидерландов по хоккею на траве на летних Олимпийских играх в Сеуле и завоевал бронзовую медаль. Играл в поле, провёл 7 матчей, мячей не забивал.
В 1992 году вошёл в состав сборной Нидерландов по хоккею на траве на летних Олимпийских играх в Барселоне, занявшей 4-е место. Играл в поле, провёл 7 матчей, мячей не забивал.
В 1978—1992 годах провёл за сборную Нидерландов 286 матчей, забил 16 мячей. Был рекордсменом национальной команды по числу игр до декабря 1998 года, когда его достижение побил Жак Бринкман.
После завершения игровой карьеры работал тренером женской команды «Блумендал».